# Родне студије
Студије рода су интердисциплинарне академске студије посвећене проучавању и преиспитивању родних идентитета и репрезентације рода. У оквиру ове академске дисциплине могу се изучавати и женске студије (чија поља истраживања су пре свега жене, феминизам, род и политика), геј-лезбејске и квир студије и студије маскулинитета. Понекад се програми студија рода везују за студије сексуалности. Род и сексуалност могу се изучавати из перспективе дисциплина као што су антропологија, психологија, географија, историја, књижевност, кинематографија, лингвистика и језик, медијске студије, медицина, политичке науке, право, социологија, студије развоја, математика и природне науке.